# Maciej Radziukinas

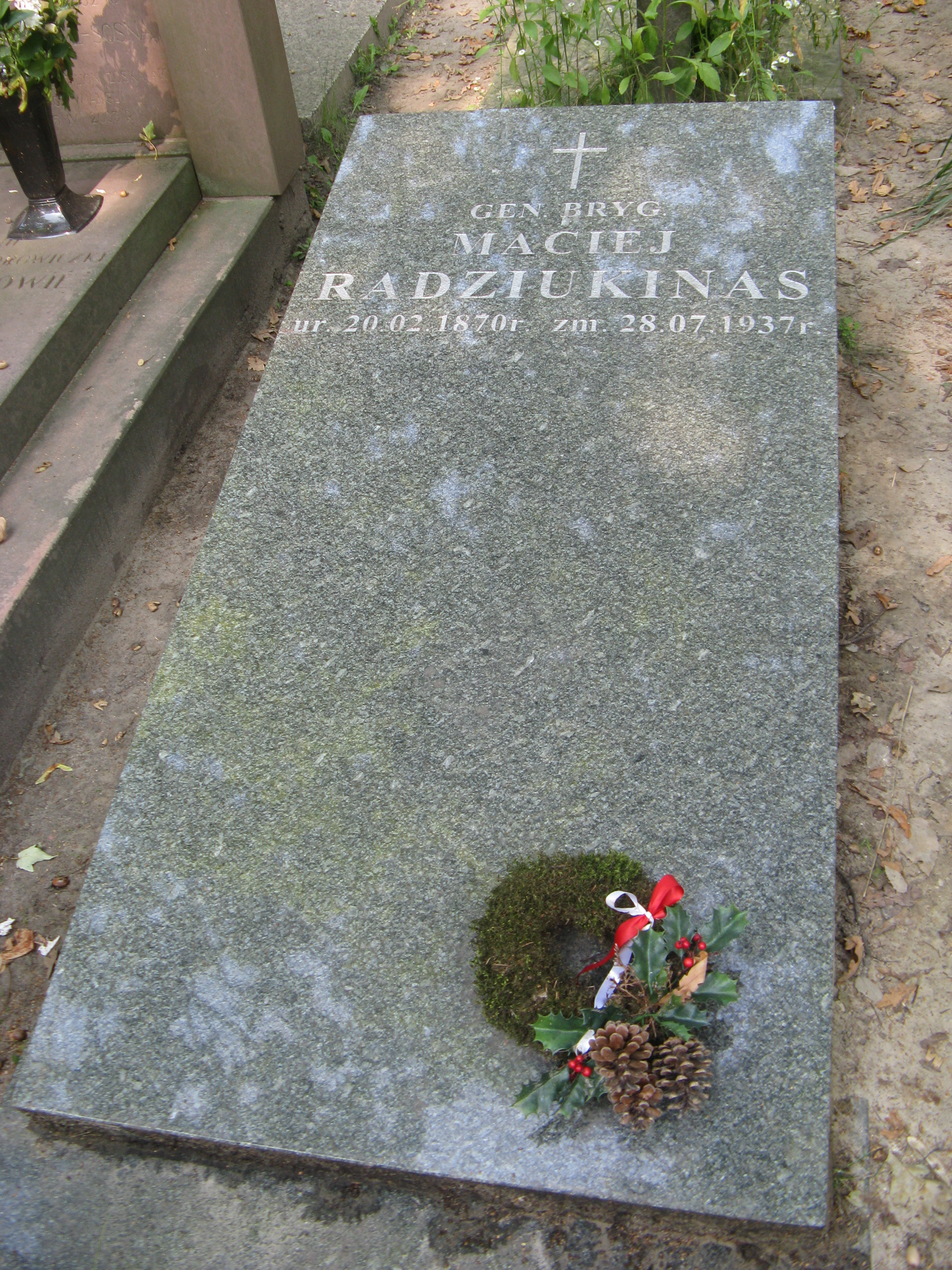
Grób Macieja Radziukinasa na Cmentarzu Wojskowym na Powązkach

Maciej Józef Radziukinas (ur. 20 lutego 1870 w Simnie, zm. 29 lipca 1937 w Warszawie) – inżynier, tytularny generał brygady Wojska Polskiego.

## Życiorys
Urodził się w osadzie miejskiej Simno, w ówczesnym powiecie kalwaryjskim guberni suwalskiej, w rodzinie Jerzego, obywatela ziemskiego, i Heleny z Lesiewiczów. W 1892 ukończył gimnazjum w Suwałkach, a cztery lata później studia na Wydziale Fizyczno-Matematycznym Uniwersytetu Moskiewskiego. W 1903 ukończył Nikołajewską Akademię Inżynieryjną w Petersburgu.
Służył w Korpusie Inżynierów Armii Imperium Rosyjskiego. Początkowo w oddziałach budowlanych Odeskiego Okręgu Wojskowego, od 1904  Nadamurskiego Okręgu Wojskowego. Od 1915 w pionie techniczno-organizacyjnym Piotrogradzkiego Okręgu Wojskowego. Po rewolucji opowiedział się po stronie eserowców. W latach 1918–1919 więziony w areszcie domowym przez bolszewików w Jarosławiu. Uciekł potem do Odessy. Służył w armii Piotra Wrangla. Od 17 sierpnia 1919 do 31 marca 1920 kierował pracami fortyfikacyjnymi na Krymie, a następnie dotarł do Polski.
7 sierpnia 1920 przyjęty został do Wojska Polskiego w charakterze urzędnika. Po weryfikacji pełnił służbę w Dowództwie Okręgu Generalnego „Pomorze” w Toruniu. Do października 1921 pomocnik szefa Departamentu VII Ministerstwa Spraw Wojskowych. 18 października 1921 wyznaczony został na stanowisko komendanta Obozu Warownego „Przemyśl”. 3 maja 1922 został zweryfikowany w stopniu pułkownika ze starszeństwem z dniem 1 czerwca 1919 i 4. lokatą w korpusie oficerów inżynierii i saperów. 20 maja tego roku został szefem Saperów i Inżynierii Okręgu Korpusu Nr II w Lublinie. W październiku 1925 został zastępcą szefa Departamentu VI Budownictwa Ministerstwa Spraw Wojskowych. Pełniąc służbę w Lublinie i Warszawie pozostawał oficerem nadetatowym 1 pułku saperów.
5 lutego 1927 Prezydent RP Ignacy Mościcki nadał mu stopień generała brygady, wyłącznie z prawem do tytułu, z dniem 30 kwietnia 1927 – przeniesienia w stan spoczynku. Mieszkał wówczas w Warszawie przy ulicy Kruczej 26. Pracował w wojskowej administracji mieszkaniowej. Założyciel i kierownik Spółdzielni Mieszkaniowej „Bateryjka” w Warszawie. Tu zmarł. Pochowany na cmentarzu Powązki Wojskowe w Warszawie (kwatera A20-8-24). Żonaty z Natalią Depp, z którą miał jedno dziecko.

## Awanse
- podporucznik – 1897
- porucznik – 1901
- sztabskapitan – 1903
- kapitan – 1905
- podpułkownik – 1914
- pułkownik – 1917, w Wojsku Polskim zweryfikowany ze starszeństwem z dniem 1 czerwca 1919
- tytularny generał brygady – 5 lutego 1927 z dniem 30 kwietnia 1927